# Croix-Moligneaux
Croix-Moligneaux település Franciaországban, Somme megyében. Lakosainak száma 270 fő (2022. január 1.). Croix-Moligneaux Y, Athies, Ennemain, Falvy, Matigny és Quivières községekkel határos.

## Népesség
A település népességének változása:
| Lakosok száma | 309  | 298  | 293  | 278  | 275  | 272  | 269  | 269  | 270  |
|               | 2013 | 2015 | 2016 | 2017 | 2018 | 2019 | 2020 | 2021 | 2022 |